# Aleksandar Matanović
Aleksandar Matanović (Servisch: Александар Матановић) (Belgrado, 23 mei 1930 – aldaar, 9 augustus 2023) was een Servische schaker. In 1955 werd hij internationaal grootmeester.
Matanović is drie maal kampioen van Joegoslavië geweest en hij heeft voor zijn land meer dan tien keer meegespeeld in de Schaakolympiade. Verder heeft hij ook in andere toernooien meegespeeld. In 1957 won hij het Hoogovenstoernooi.

## ECO-code
Hij heeft over het schaken veel boeken geschreven en met een groot aantal medewerkers onder wie Paul Keres, Robert Byrne en Bent Larsen heeft hij in 1974 de ECO schaakcode ontworpen die wereldwijd gebruikt wordt. Matanović was tevens de grondlegger van de Chess Informant, een serie boeken met schaakpartijen in de ECO-code. Deze papieren serie werd door de ontwikkeling van de Personal Computer met de schaakprogramma's in de loop der jaren verdrongen door de cd-rom.
Matanović overleed op 93-jarige leeftijd.